# とねっ娘
『とねっ娘』（とねっこ）は、木村えいじ作の競馬漫画。1983年から1984年まで「ビッグコミックオリジナル」（小学館）で連載され、単行本は小学館（ビッグコミックス）から8巻が刊行された。
連載時はミスターシービー、シンボリルドルフが活躍した頃であり、後の競馬ブームの端緒となる時期であった。競馬漫画としては長期連載となった初の作品である。
「とねっ娘」は造語であるが、とねっ子とは旧年齢でまだ2歳に達していない当歳馬のことである。

## 内容
母方の祖父と父に調教師に持つ桂沙羅が調教助手となり、自ら見出したタカラジャイアントで第51回東京優駿と第29回有馬記念を勝利し、4歳馬の最優秀馬（おそらくは最優秀4歳牡馬）を獲得するまでの物語。

## 登場人物とサラブレッド
桂沙羅（かつら さら）主人公。アメリカの大学に経営学を学ぶため留学していたが、実際には馬の調教学を学んでいた。日本初の女性調教師を目指し、連載中に調教助手となった。
タカラジャイアントサラブレッド。美浦トレーニングセンター桂徳次厩舎所属。馬主は宝建設。気性が激しく騸馬にすることも検討された。主な勝鞍に日本ダービー、有馬記念、京都新聞杯、青葉賞。
桂神四郎馬神と呼ばれる美浦トレーニングセンター所属の名調教師である。沙羅の母方の祖父である。
スターコンコルドサラブレッド。轟厩舎所属。馬主は市川太郎。8000万円の高馬。主な勝ち鞍に皐月賞、菊花賞、京成杯、札幌3歳ステークス。